# Fontaine de Samson (Kiev)
La fontaine de Samson ou Felitsiyal (Ukrainien: Фонтан Самсон, Феліціял, translit.: Fontan Samson, Felitsiial) est une fontaine baroque dans le quartier de Podil a Kiev. Elle fut construite au XVIIIe siècle, puis démolie par Bolcheviks en 1934 ou 1935, et reconstruite en 1981.

## Le monument

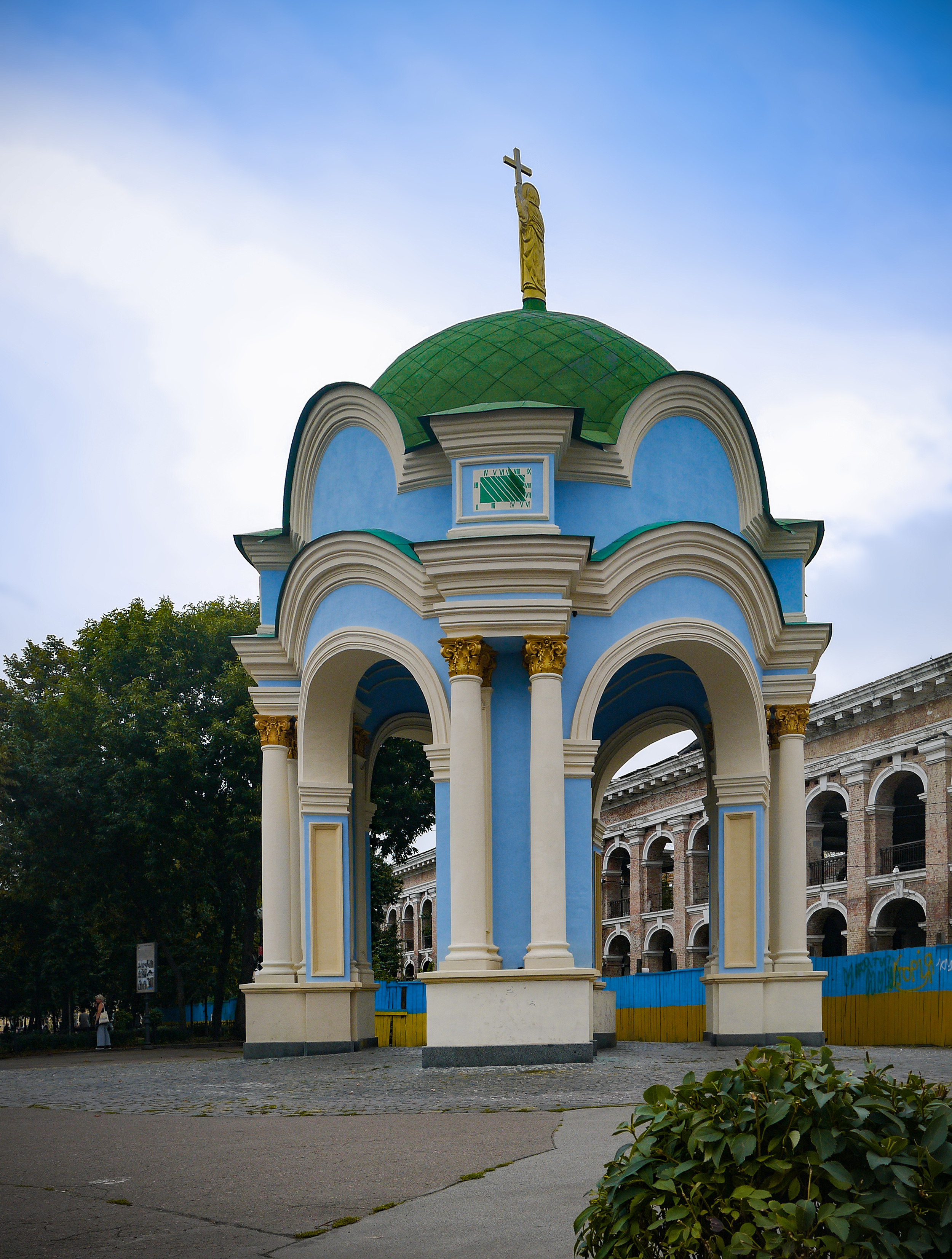
La fontaine reconstruite.

La fontaine est constituée d'une statue de Samson et d'un pavillon l'abritant.
La sculpture (1809) représente Samson ouvrant la gueule d'un lion. La symbolique herculéenne de ce personnage biblique se répand dès la renaissance en Europe, comme le montre la fontaine de Samson de Berne (Renaissance), celle de České Budějovice (baroque), celle des jardins du Château de Karlsruhe (XVIIIe siècle, reconstruit en 1967) ou celle de Peterhof (classique, 1735). Ce dernier monument sculpté par Carlo Bartolomeo Rastrelli occupe  à Peterhof une place centrale dans l'ensemble des sculptures des jardins et une forte charge symbolique semblable à la Parterre de Latone de Versailles : Pierre le Grand était de son vivant comparé à Samson et Saint Samson de Constantinople était un des patrons de l'armée russe tandis que le lion, symbole de la Suède et de son roi Charles XII ; la statue est installée pour célébrer les 25 ans de la victoire russe de Poltava contre les Suédois (1709)
C'est ce symbole de l'Empire russe au XVIIIe siècle qui est repris pour le centenaire de cette bataille en 1809 pour remplacer la sculpture d'origine, un ange portant une corne d'abondance d'où s'échappait l'eau.
Le pavillon est de style baroque. Il est surmonté d'une statue de Saint André. Selon les récits du théologien Origène, saint André, frère de Simon Pierre fut le premier évangélisateur de la Russie, il prêcha la Sainte Parole aux Scythes, peuple nomade ayant vécu dans les steppes eurasiennes, une zone s'étendant de l'Ukraine à l'Altaï. L'Apôtre mourut en martyr en Tauride en l'an 60. Selon certains récits, saint André éleva une croix sur les collines de Kiev sur les rives du fleuve Dniepr.
Signe de la diffusion des pratiques culturelles en Ukraine au XIXe siècle, il a existé à Briansk de 1906 aux années 1930 une copie de cette sculpture commandée par Semion Mogilevtsev (1842–1917), mécène de Kiev (hôpitaux, illuminations du monument de Saint-Vladimir de 1895, construction de l'église de la Présentation de Podil (ru)) et de Briansk. La sculpture était surmontée d'un pavillon de style néo-russe.